# Бусико, Нина
Нина Бусико (англ. Nina Boucicault; 27 февраля 1867 — 2 августа 1950) — английская актриса, родившаяся в семье драматурга Дайена Бусико и его жены, актрисы Агнес Келли Робертсон. У неё было три брата, Дион Уильям (1855—1876), Дайен Бусико-младший и Обри Бусико, а также две сестры, Ева и Патрис.
Её дебют состоялся в Луисвиллском оперном театре, а в детстве она выступала вместе с отцом. Начиная с 1892 года, она играла Китти Вердан в оригинальной постановке популярной комедии «Тетка Чарлея». Была первой исполнительницей главной роли в «Питере Пэне» Дж. М. Барри, начиная с 1904 года в Duke of York's Theatre.
В 1927 году она ушла со сцены, вернувшись в 1935 и 1936 годах в спектаклях Frolic Wind и Waste, соответственно, продолжая при этом свою кинокарьеру. Умерла на Гамильтон Роуд, Илинг. Она была замужем три раза: сначала за Г. Д. Питманом, затем за Э. Х. Келли и, наконец, за Дональдом Иннес-Смитом.

## Выборочная фильмография
- Paddy the Next Best Thing (1923 film)[англ.] (1923)
- Мириам Розелла[англ.] (1924)
- Эта неделя Грейс[англ.] (1933)
- О, что за ночь[англ.] (1935)
- Джаггернаут[англ.] (1936)
- Странные границы[англ.] (1938)
- Беги за своей звездой[англ.] (1938)

## Примечания

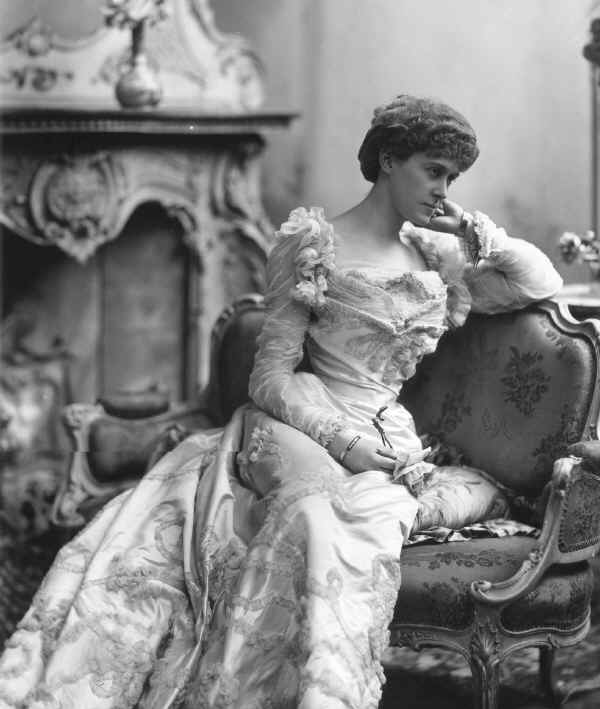
Бусико в 1899 году